# Новые Журавичи
Новые Журавичи (бел. Новыя Журавічы) — деревня в Журавичском сельсовете Рогачёвского района Гомельской области Беларуси.

## География

### Расположение
В 46 км на северо-восток от районного центра и железнодорожной станции Рогачёв (на линии Могилёв — Жлобин), 98 км от Гомеля.

## Транспортная сеть
На автодороге Довск — Славгород). Планировка состоит из прямолинейной улицы, ориентированной с юго-востока на северо-запад, к центру которой с востока присоединяется под прямым углом прямолинейная улица и с севера — короткая улица широтной ориентации. Застройка деревянная, усадебного типа.

## История
По письменным источникам известна со второй половины XIX века, когда переселенцы из местечка Журавичи основали около почтового тракта селение. В 1853-59 годах построена деревянная церковь. В 1931 году организован колхоз. Во время Великой Отечественной войны в ноябре 1943 года оккупанты сожгли 6 дворов и убили 6 жителей. В боях за деревню и её окрестности погиб 151 советский солдат (похоронены в братской могиле в центре деревни). 82 жителя погибли на фронте. Согласно переписи 1959 года в составе колхоза «12 лет Октября» (центр — деревня Журавичи).

## Население

### Численность
- 2004 год — 46 хозяйств, 82 жителя.

### Динамика
- 1940 год — 120 дворов, 465 жителей.
- 1959 год — 484 жителя (согласно переписи).
- 2004 год — 46 хозяйств, 82 жителя.